# Micraeschus terminipuncta
Micraeschus terminipuncta är en fjärilsart som beskrevs av Alfred Ernest Wileman och South 1916. Micraeschus terminipuncta ingår i släktet Micraeschus och familjen nattflyn. Inga underarter finns listade i Catalogue of Life.